# 마수디

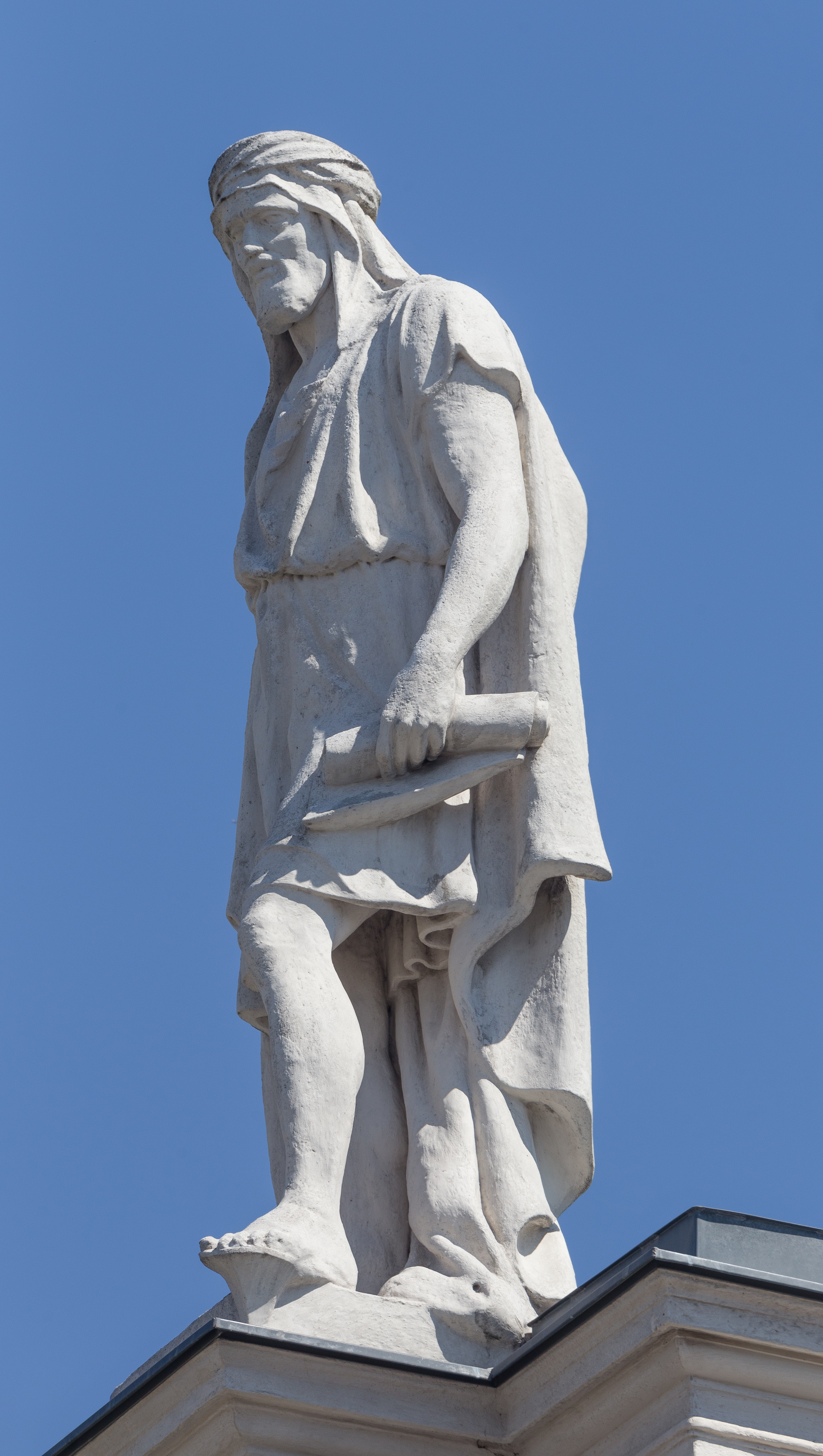

알마수디(Al-Mas‘udi, 896?~956?)는 아랍의 역사가·문학자이다.
바그다드에서 출생하여 젊어서부터 각지를 여행하였다. 인도와 실론을 거쳐 중국으로 향했다고 하며, 동아프리카에도 갔고 푸스타트(옛 카이로)에서 죽었다.
자연과 인생의 여러 면에 깊은 흥미를 품고 예리한 관찰안(觀察眼)을 가지고 있었다. 그 결과 많은 저서는 역사·지리의 분야에서 독특한 것이 많았는가 하면 문학적 가치도 높다. 최장편의 <시대의 이야기>는 없어졌으나 <황금의 목장>은 거의 완전하게 전해지고 있다. 최후의 저작인 <통보(通報)와 개정(改訂)의 서(書)>는 문장이 다소 건조(乾燥)하긴 하지만 독자적인 가치를 잃지 않고 있다.

## 같이 보기
- 아바스 칼리파국